# Собор Марии Магдалины (Варшава)
Собо́р Свято́й Мари́и Магдали́ны (пол. Sobór metropolitalny Świętej Równej Apostołom Marii Magdaleny) — православный храм в районе Прага (Прага-Пулноц) города Варшавы, кафедральный собор Варшавско-Бельской епархии Польской православной церкви.

## История

### Обстоятельства появления и проектирование
Стремительное развитие варшавского района Прага происходило в течение второй половины XIX века. Оно был связан с общим ростом значения Варшавы как административного центра Царства Польского. Среди приезжих доминировали русские и представители других национальностей, православные по вероисповеданию. Православными были солдаты двух российских гарнизонов, находившихся в Праге. В целом среди других конфессий православные составляли несколько процентов от всего населения. Ближайшим православным храмом была церковь на левом берегу Вислы, в связи с чем православные верующие неоднократно обращались к епископу Варшавскому и Новогеоргиевскому Иоанникию (Горскому) с просьбой начать строительство нового храма. В ноябре 1865 года епископ получил согласие наместника Польского Царства Фёдора Берга на формирование комитета, который должен был наблюдать за строительством. Летом 1866 года образован строительный комитет во главе с бывшим гражданским губернатором Варшавы, генерал-лейтенантом Евгением Рожковым. Через два года назад епископ объявил начало подготовительных работ.
Членами комитета были князь Владимир Черкасский и генерал Евгений Рожнов, для которых строительство церкви в Праге было ответом на реальные потребности людей и одновременно возможностью возведения в стратегическом пункте города (напротив Виленского вокзала) очередного объекта, который свидетельствовал бы о принадлежности Варшавы в Российской империи. По словам Рожнова, храм должен был быть очередным средством утверждения здесь русского народа. По завершении строительства генерал Рожнов и управляющий делами полковник Палицын получили государственные награды.
В силу стратегического характера строения, архитектор Святейшего Синода Николай Сычёв уже в 1867 году представил готовый проект и смету. Согласно ему, планировалось возведение одноглавый церкви без колокольни, стоимостью 122000 рублей. Петербургский комитет церковного строительства внёс существенные исправления в проект, приказав уподобить храм аналогичным в Киеве, что должно было подчеркнуть подчеркивать связь православия на польских землях с Киевской православной митрополией, отрицая утверждением о его чужое происхождении и искусственном внедрении. Поручено было также возвести колокольню, что повышало стоимость работ до 140 тысяч рублей. Комитет строительства церкви, стремясь получить государственное дофинансирование, принял поправки, приказывая возвести строение, в плане близкое к греческому кресту, увенчанное пятью куполами, сгруппированными вокруг большого центрального. Площадь здания, после изменений в проекте, должна была бы составлять 766 квадратных метров, что позволяло бы принимать участие в службе 800—1000 верующих.

### Строительство

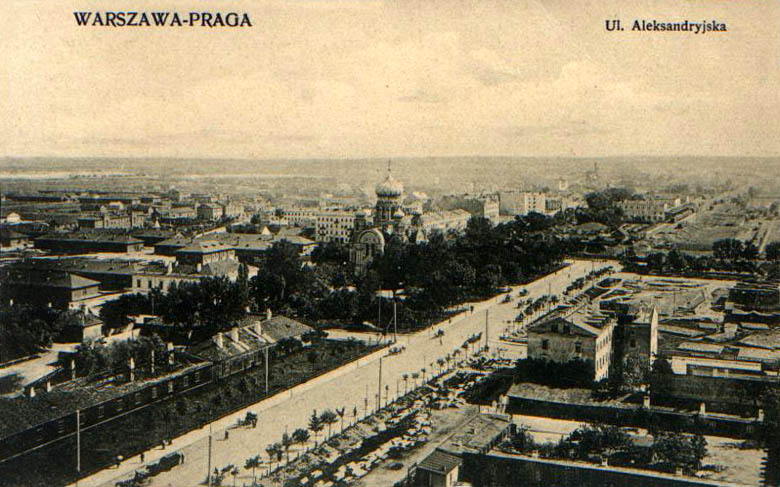
Александровская улица. 1905 год.

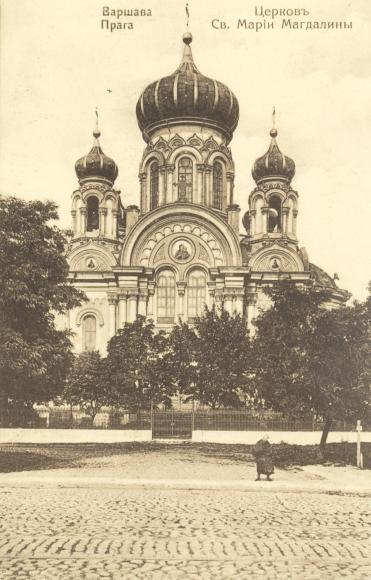
Открытка 1909 года

Место для церкви выбрано на углу Александровской и Торговой улиц у Петербургского (ныне Виленского) вокзала.
14 июня 1867 состоялось торжественное заложение первого камня, однако сначала нужно было провести работы по стабилизации влажной почвы. Несмотря на то, что изначально строительство отставало от графика, здание была завершена уже к концу 1868 года, а работы над интерьером продолжались шесть месяцев. Работами руководил инженер полковник Палицын.
Таким образом в Варшаве появилась первая архитектурно вполне самобытная православная святыня. Остальные храмы, такие как церковь святой Троицы на Пидвалли, или церковь Иконы Божьей Владимирской на свободе находились в бывших римо-католических зданиях и, кроме того, были частями больших архитектурных комплексов, что создавало ограничения для их создателей (например Церковь святого Александра Невского на Варшавской цитадели). При строительстве церкви работали исключительно российские художники.
29 июня 1869 года, в день освящения церкви, состоялась торжественное шествие варшавского православного клира, который отправился под звуки колоколов в девять часов утра из собора Святой Троицы, что на улице Долгой. Процессию торжественно встречал епископ Иоанникий, который около десяти начал торжественность, а затем отправил службу в знак благодарности.

### До Первой мировой войны
Церковь Святой Марии Магдалины до конца Первой мировой войны выполняла функцию приходского храма. Несмотря на это, её строительство, а затем и содержание, российскими властями трактовалось как дело престижа, учитывая локализацию объекта. В 1870 году храм посетил император Александр II.
В 1871—1872 годы был построен двухэтажный дом причта. При церкви действовало попечительство, церковно-приходская школа, приют, приписная часовня и два молитвеных дома.
В связи с особым значением церкви уже в 1895 году был начат генеральный ремонт, о котором просил архиепископ Флавиан (Городецкий) в письме к обер-прокурору Святейшего Синода Константину Победоносцеву. Он писал, что церковь в плохом техническом состоянии и выглядит не лучшим образом по сравнению с рядом расположенным костёлом святого Михаила и святого Флориана, который был ещё на стадии строительства. Архиепископ указывал также на тот факт, что церковь часто вызывает интерес у иностранных гостей Варшавы. Ремонтом руководил Владимир Покровский, тогдашний главный архитектор епархии. Он восстановил утраченные фрагменты штукатурки, очистил стены от свечной копоти, отреставрировал позолоту куполов и иконостаса. По завершении работ храм был заново освящён.

### Межвоенный период и Вторая мировая война
В 1921 году, после утраты православными Александро-Невского собора и собора Святой Троицы церковь Святой Марии Магдалины стала митрополичьим собором Польской православной церкви. Именно в этом храме состоялось объявление решения о признании автокефалии, что содержалось в томосе Константинопольского Патриарха. Это произошло 17 сентября 1925 года. Решение о возвышении церкви Святой Марии Магдалины в ранг собора было связано с процессом ревиндикации в Польше. В столице Польши остались только две православные церкви. Остальные было возвращены прежним владельцам (это касалось реквизированной в царское время римо-католической собственности), отданы другим конфессиям или разрушены.
Существовали планы разрушения также и этого собора, окончательно отменённые местными властями в 1926 году. Для празднования этого решения в храме была помещена Ченстоховская икона Матери Божьей, образ, особенно почитаемый польскими католиками.
В 1928 году в подвале церкви устроили вторую святыню — часовню Страстей Господних, куда попала часть спасённого оснащение из разобранного собора святого Александра Невского. Ранее, в 1925 году был начат генеральный ремонт собора, который из-за нехватки средств был прерван по завершении наружных работ. Лишь в 1930 году стало возможным начать ремонтные работы в интерьере, в частности очистку фресок. Комиссия, руководившая ремонтом, во главе с епископом Саввой (Советовым), приказала также восстановить иконостас святого Иова Почаевского и отремонтировать электрическую установку.
В течение Второй мировой войны собору не был нанесён значительный ущерб. В 1939 году взрыв авиабомбы недалеко от собора привел к небольшим повреждений крыши бокового нефа. Осенью 1944 года, во время обстрела Праги немцами, один из снарядов попал в центральный купол и разрушил его. От серьезного пожара, который мог привести к полному уничтожению, собор спасла быстрая реакция жителей Праги. Временный ремонт этих повреждений проведён в 1945 году. В 1944 немцы потребовали отдать им церковные колокола с целью переплавки их и изготовление снарядов. Колокола были порезаны и по частям спущены вниз. Однако оказалось, что сплав, из которого они были сделаны, для снарядов не подходит. Порезанные колокола были оставлены перед входом в собор. Новые колокола были куплены в 1947 году на пожертвования. Неоднократное обращение священника Иоанна Коваленко в Министерство администрации публичной привело к передаче в 1951 году еще пяти колоколов из магазина в Гданьске.

### Во времена Польской народной республики

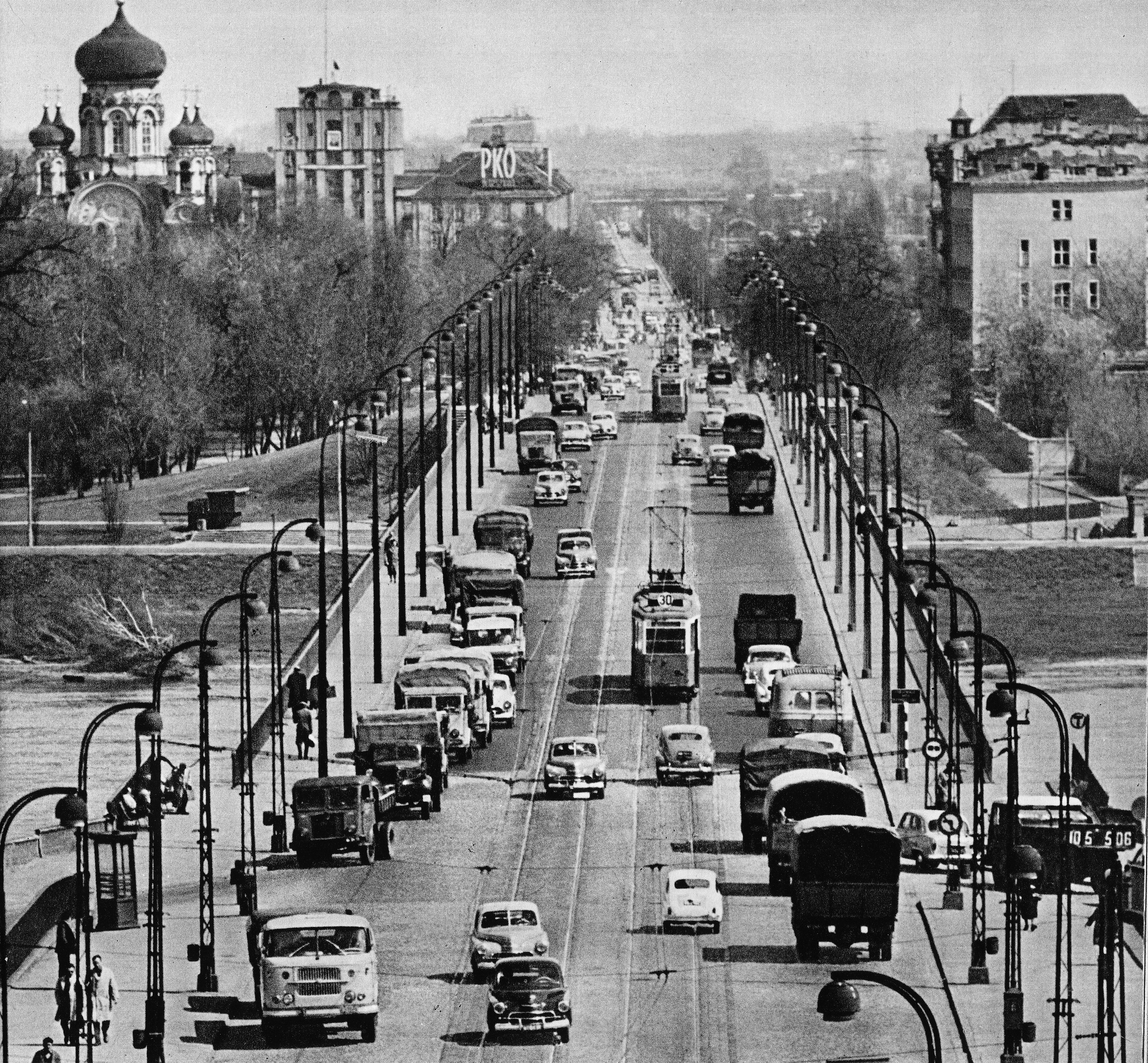
Трасса W-Z в 1960-е

Сразу после войны духовные лица собора планировали провести его ремонт. Это однако оказалось затруднительным, из-за нехватки ресурсов и уменьшения количества прихожан, что не давало возможности собрать достаточное количество средств. Только в 1955—1957 годы, путём дотаций 90 % стоимости работ со стороны реставрационного Общественного фонда восстановления Варшавы и Церковного фонда, было выполнено восстановление лестницы, вокруг собора устроено новое мощение и изготовлена новые въездные ворота. Из-за нехватки средств не проведены работы по восстановлению фресок, повреждённых влагой. Во время ремонтных работ приход несколько раз судился с исполнителями работ, из-за растраты закупленных ими материалов.
Инициатором очередных ремонтных работ был митрополит Варшавский и всей Польши Стефан (Рудык). Выбранный в 1966 году Ремонтный комитет во главе со священником Афанасием Семенюком, обратился в следующем году с просьбой дофинансировать проект из общественных средств. Власти ПНС выделила на это дело миллион злотых. Однако из-за несвоевременной консервации, интерьер был сильно повреждён, что привело к большим затратам на реставрацию. Поэтому Комитет искал дополнительные источники финансирования, в том числе за рубежом. Из-за плохого состояния фресок Художественно — теологическая комиссия, сотрудничавшая с Комитетом, рассматривал даже возможность выполнения новых росписей. Известен один нереализованный проект. Согласно ему, из старых фресок должна была остаться только Тайная вечеря в алтарном помещении. Вблизи неё должен находиться сюжет Христос в Гефсиманском саду, а выше — фреска Оранта. На боковых стенах собора запланировано выполнить образы Трёх Святых Иерархов, святого Стефана, а также покровителей митрополитом варшавских: святых Георгия, Дионисия, Тимофея и Макария. Над входом в собор должна была находиться композиция с изображением Рождества Христова, над иконостасом — Христос Избавитель. Проект предусматривал обработки не всей поверхности стен собора, оставляя некоторые их части на усмотрение художника. Был предложен выбор из среды сцен, изображающих 12 больших православных праздников. В передсинку предложено разместить таблицы с историей храма. Ремонтный комитет устроил конкурс на реализацию проекта, но эту инициативу забпретило Управление консервации, приказывая вместо предлагаемых изменений, выполнить подробное воспроизведение вида фресок с первых лет существования собора, что и было сделано. Работами руководил Тадеуш Романовский и Рышард Белецкий. Представителем церкви, который занимался наблюдением, был игумен Савва (Грицуняк). На этом этапе ремонта изменено также электрическую инсталляцию и смонтировано аппаратуру для громкой речи.
В 1965 году собор внесён в реестр памятников. Во время ремонтных работ в соборе не проводились службы. Верующие молились в нижней часовне, или в часовне святого Михаила — частной часовне варшавского митрополита.
В рамках мелких работ в интерьере кафедры Адам Сталоне-Добжанский выполнил новый витраж с сюжетом встречи Христа с Марией Магдалиной, а в 1980 году вновь заменено покрытие крыши. Вероятно в тот же период с фасада окончательно устранены живописное декорирования, о существовании которого вспоминают отчёты о ремонте 1968 года.

### Третья Республика
В 1996 году новый настоятель Иоанн Сезонов провёл основательное восстановление нижней часовни. Следующие ремонтные работы начал очередной варшавский митрополит Савва (Грыцуняк) после вступления в должность Митрополита Варшавского. После 1998 года заменён пол и деревянные окна, заменены электрическая инсталляция и входная лестница. В 1999 году заново сделана гидроизоляция. В 2000-е годы проведено очередное обновления фресок, которые оказались в худшем состоянии чем предполагалось. В связи с этим некоторые элементы, например слова молитвы Отче наш, написанные на барабане главного купола, пришлось зарисовать. Восстановлена позолота киотов и крестов на куполах.
Сейчас собор является святыней двух приходов — святой Марии Магдалины и прихода святого Николая. С 1990-х годов службы в последнем происходят перед алтарём святого Иова Почаевского.

## Описание

#### Роспись храма
- Акад. Виноградов Р. Ф.
- Акад. Васильев В. В.
- Акад. Корсалин К. И.

#### Святыни
- Частица мощей Св. Марии Магдалины, подаренная протоиереем Антонием Девятовским.
- Образ Почаевской Богоматери. Утрачен в 1915 г. при эвакуации.

## Галерея

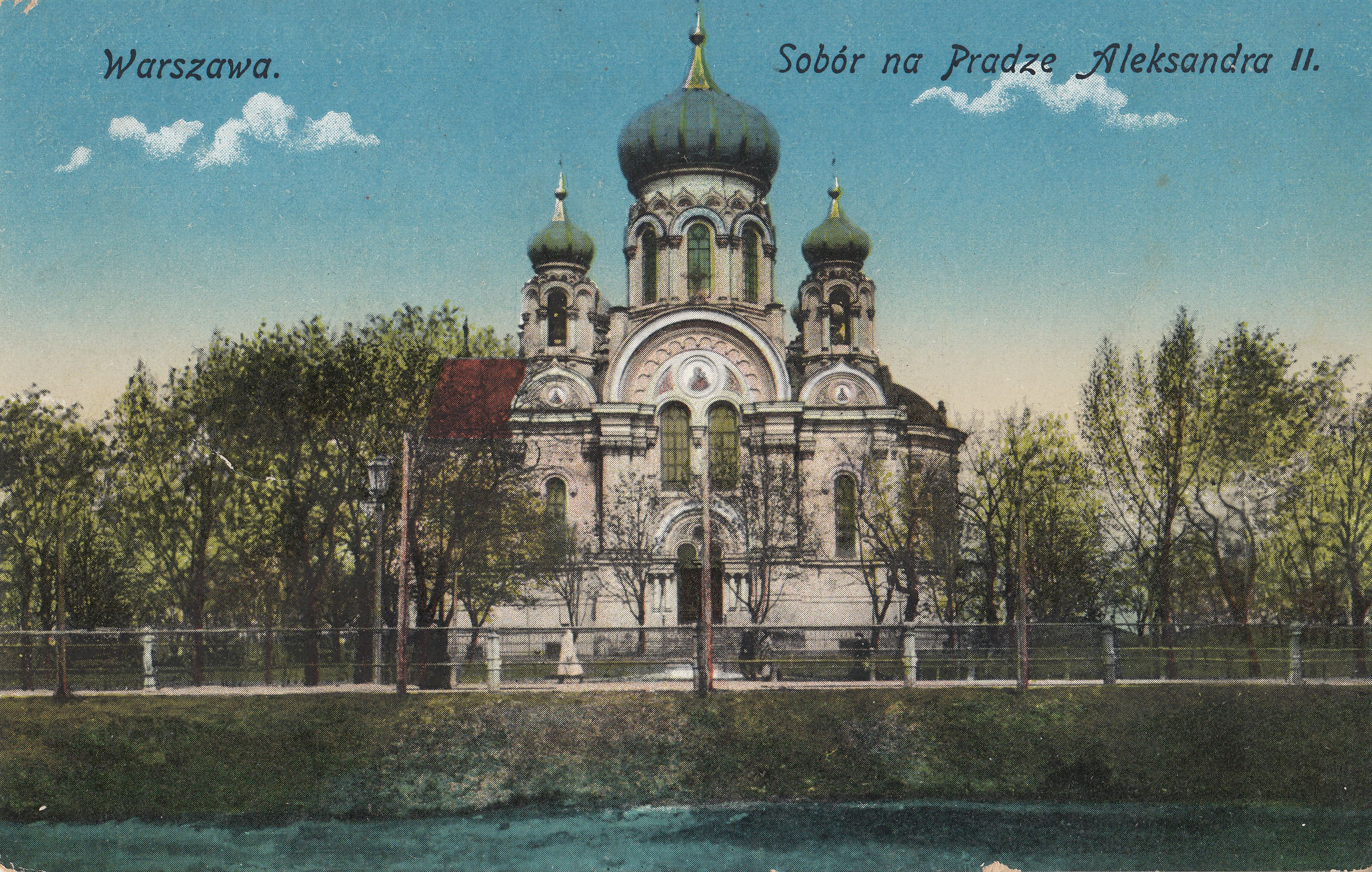
Храм в начале XX века
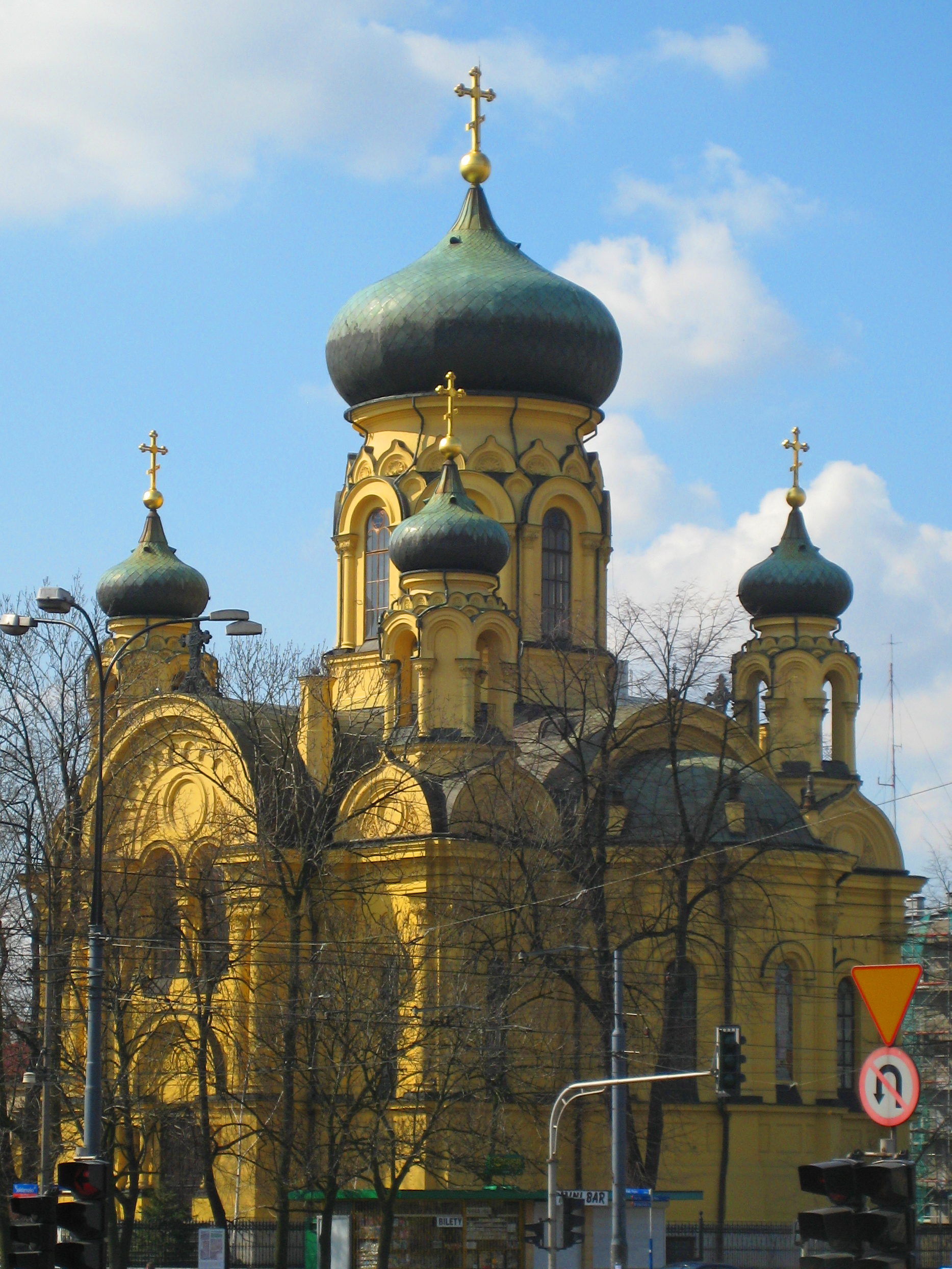
Вид с востока
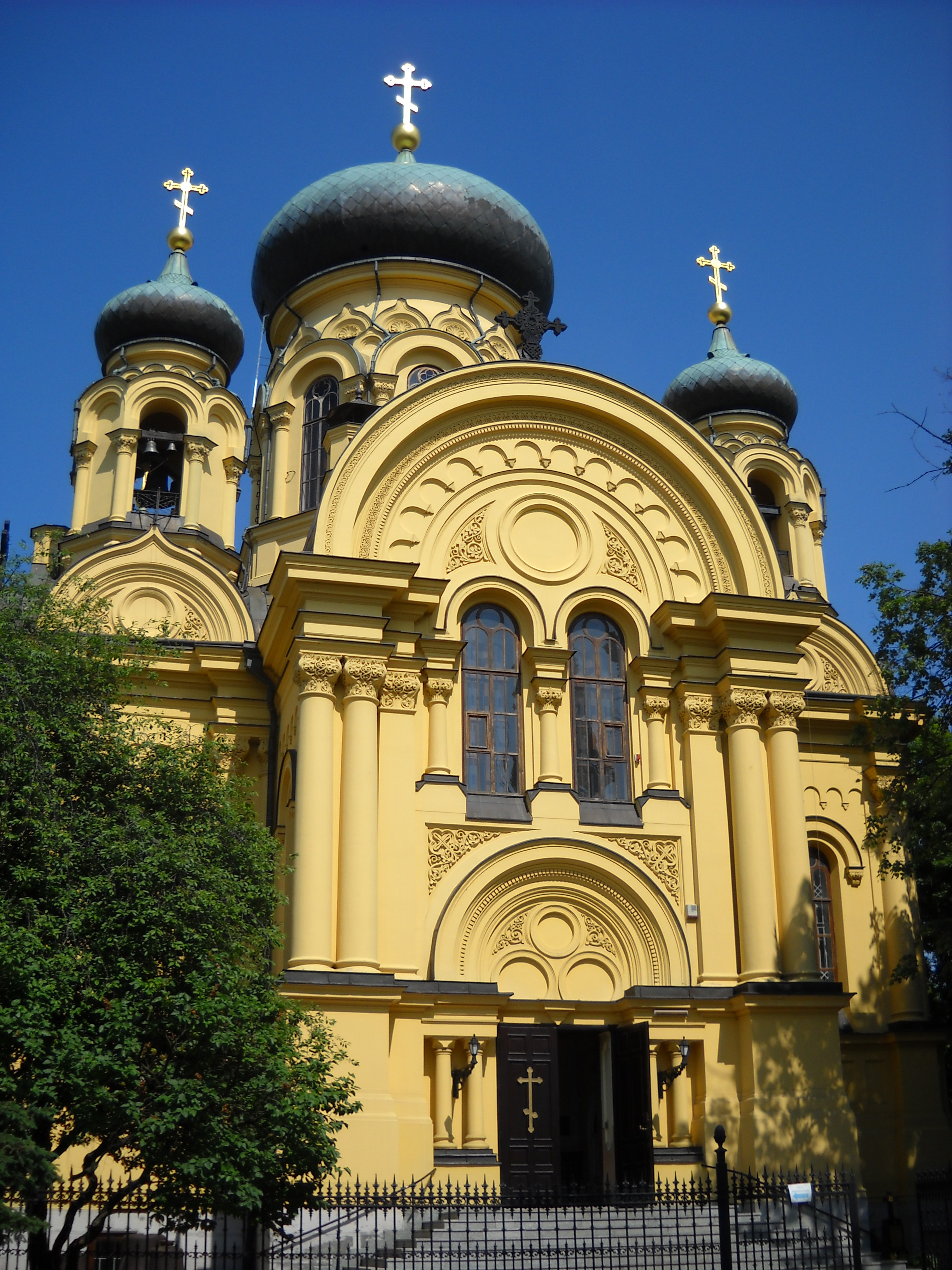
Вид с запада
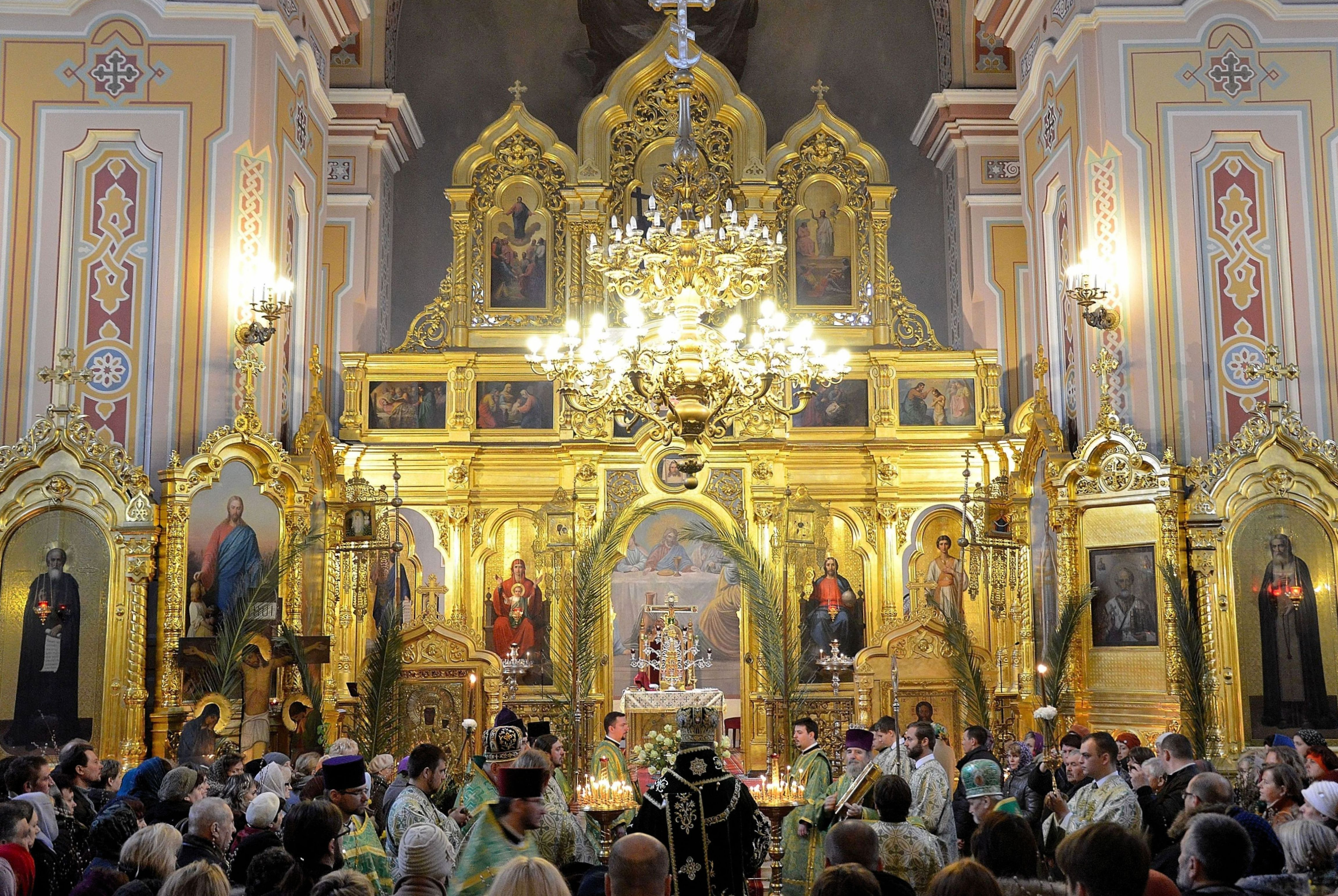
Интерьер
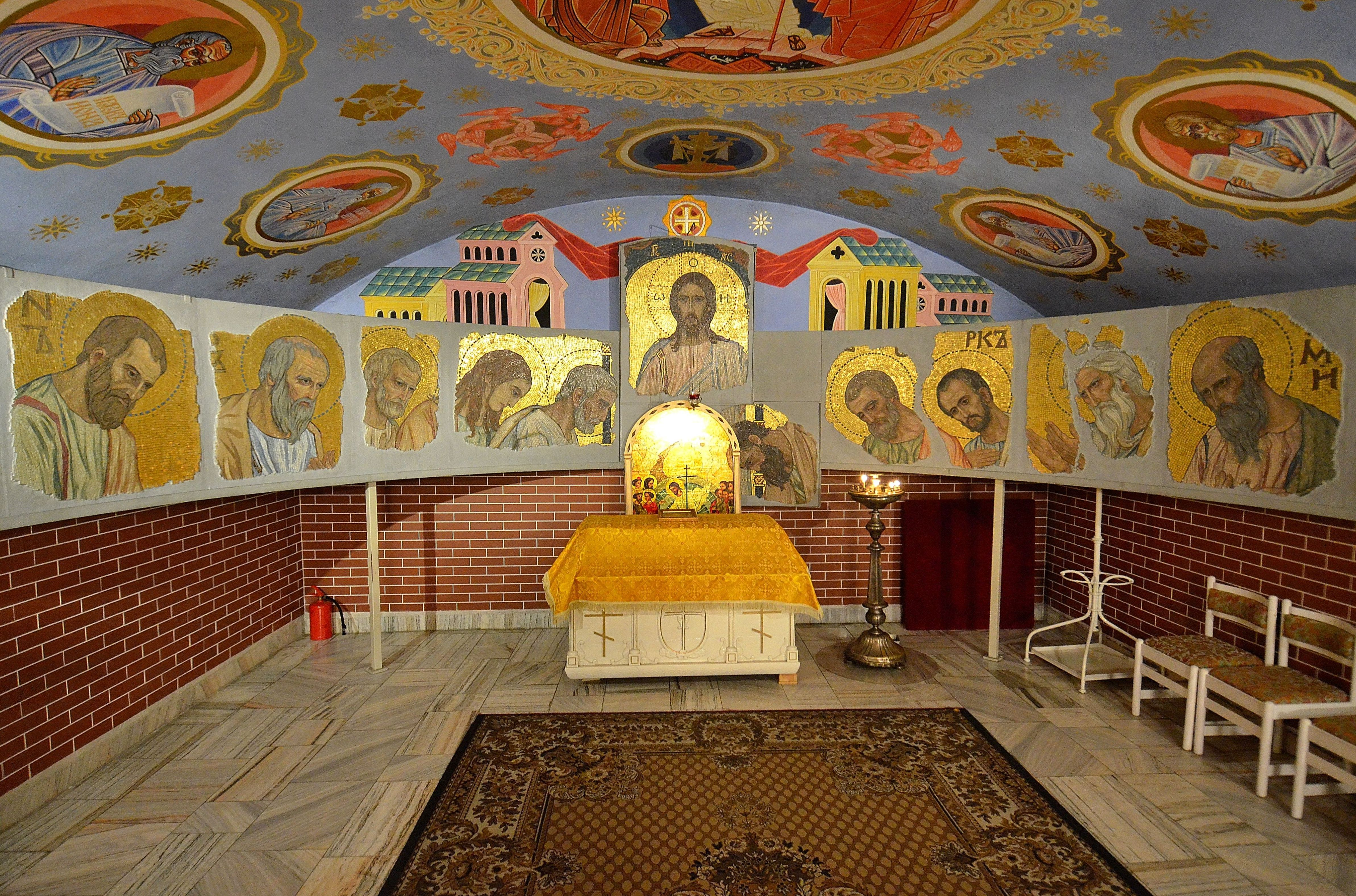
Фрагменты мозаики «Причастие апостолов из Александро-Невского собора